# Gladwyn Jebb
Sir Hubert Miles Gladwyn Jebb, First Lord and Baron Gladwyn (bolje znan kot Gladwyn Jebb), britanski uradnik, diplomat, veleposlanik in politik, * 25. april 1900, † 24. oktober 1996.
Po drugi svetovni vojni je deloval kot izvršni sekretar pripravljalne komisije za ustanovitev Organizacije združenih narodov. Do izvolitve Trygveja Lieja je bil vršilec dolžnosti generalnega sekretarja te organizacije.